# Gunners Farm Military Cemetery
Gunners Farm Military Cemetery is een Britse militaire begraafplaats met gesneuvelden uit de Eerste Wereldoorlog, gelegen in het Belgische dorp Ploegsteert. De begraafplaats ligt 1.450 m ten zuidoosten van het dorpscentrum. Ze werd ontworpen door George Goldsmith en wordt onderhouden door de Commonwealth War Graves Commission. Het terrein heeft een smal rechthoekig grondplan met een oppervlakte van ongeveer 1.405 m² en is omgeven door een bakstenen muur. Het Cross of Sacrifice staat centraal vooraan bij de toegang. 
Er worden 179 doden herdacht.

## Geschiedenis
De begraafplaats werd genoemd naar een hoeve die aan de overkant van de weg stond. Het is een typisch voorbeeld van een regimentsbegraafplaats waarvan de meeste slachtoffers gevallen zijn in 1915 en 1916. De begraafplaats werd door het 9th Essex en het 7th Suffolk regimenten gestart en verder gebruikt door het 9th Loyal North Lancashire Regiment, het 11th Lancashire Fusiliers en de 9th (Scottish) Division. Behalve een drietal latere bijzettingen werd de begraafplaats afgesloten in juni 1916 door bataljons van de Royal West Kent en de Queen's Royal West Surrey regimenten. Tijdens het Duitse lenteoffensief was het gebied van 10 april tot 29 september 1918 even in vijandelijke handen.
Onder de 179 doden zijn er 163 Britten, 9 Zuid-Afrikanen, 2 Australiërs, 1 Nieuw-Zeelander en 4 Duitsers (waaronder 2 niet geïdentificeerde).

## Graven

### Onderscheiden militair
- William Liddell, soldaat bij het Army Cyclist Corps werd onderscheiden met de Distinguished Conduct Medal (DCM).

### Minderjarige militairen
- de soldaten Christopher Mantel Wren van het Suffolk Regiment en Stephen William Thompson van de Highland Light Infantry waren 17 jaar toen ze sneuvelden.